# Wipro
Wipro (Western India Products Limited) är ett multinationellt företag som erbjuder tjänster inom IT-konsultverksamhet och systemintegration. Företaget har sitt huvudkontor i Bangalore, Indien. Bland kunderna finns fler än 900 av Fortune 1000-företagen och företaget är verksamt i 67 länder. 31 mars 2015 hade företaget ett börsvärde på cirka 35 miljarder dollar, vilket gjorde det till ett av de största företagen på den indiska börsen och världens sjunde största företag inom IT-tjänster. För att fokusera på kärnverksamheten inom IT-området förde företaget 2103 över verksamheter inom andra branscher till ett separat företag med namnet Wipro Enterprises Limited. Dessa verksamheter finns inom konsumentvård, belysning, vård och planering av infrastruktur, och stod för cirka tio procent av intäkterna för Wipro Limited 2012.

## Historia

### Företagets grundande och första period
Företaget grundades 29 december 1945 i Mumbai av Mohamed Premji under namnet Western India Vegetable Products Limited, vilket senare förkortades till Wipro. Företaget startade med att tillverka vegetabiliska och raffinerade oljor i Mumbai, Maharashtra, under varumärkena Kisan, Sunflower och Camel. Företagets logotyp innehåller fortfarande en solros för att påminna om produkterna i företagets ursprungliga verksamhet.
När Mohamed Premji avled 1966 återvände hans son Azim Premji hem från Stanforduniversitetet och tog över Wipro som företagets styrelseordförande vid 21 års ålder.
Under 1970- och 1980-talen flyttade företaget fokus mot de nya affärsmöjligheterna inom IT- och datorbranschen som vid denna tid höll på att växa fram i Indien. Den 7 juni 1977 bytte företaget namn 
från Western India Vegetable Products Limited till Wipro Products Limited.
1980 gav sig Wipro in på IT-området och bytte namn till Wipro Limited 1982. Wipro fortsatte samtidigt växa inom området för konsumentprodukter genom anseringarna av den tulsibaserade familjetvålen Ralak och toalettvålen Wipro Jasmine.

### 1966–1992
1988 breddade Wipro sitt sortiment med kraftiga industricylindrar och mobila hydraulcylindrar. Ett samriskföretag startades 1989 tillsammans med amerikanska General Electric under namnet Wipro GE Medical Systems Pvt. Ltd. för tillverkning, försäljning och service av produkter för diagnostik och bildbehandling. 1991 lanserades tippsystem och hydrauliska produkter från Eaton. Under 1992 utvecklade Wipros Fluid Power-division sina expertkunskaper och kunde erbjuda hydrauliska standardcylindrar för byggmaskiner och tippsystem för lastbilar. Talkpudret Santoor och Wipro Baby Soft-serien med toalettartiklar för spädbarn lanserades under 1990.

### 1994–2000
1995 började Wipro etablera sig utanför Indien och startade designcentret Odyssey 21 för att kunna hantera projekt och utveckling av avancerad teknik för utländska kunder. Wipro Infotech och Wipro Systems slogs samman med Wipro i april samma år. Fem av Wipros tillverknings- och utvecklingsenheter certifierades enligt ISO 9001 under 1994 och 1995. 1999 förvärvades Wipro Acer av Wipro. Wipro blev ett mer lönsamt och diversifierat företag med nya produkter som persondatorerna i Wipro Super Genius-serien. Det var 1999 den enda indiska serien med persondatorer vars samtliga modeller hade certifierats för år 2000-efterlevnad (Y2K) för maskinvaran av det USA-baserade National Software Testing Laboratory (NSTL).
Wipro Limited inledde ett samarbete med det globala telekomföretaget KPN (Royal Dutch telecom) för att skapa samriskföretaget Wipro Net Limited i avsikt att tillhandahålla Internettjänster i Indien. År 2000 lanserade Wipro, under namnen Wipro OSS Smart och Wipro WAP Smart, lösningar för konvergenta nätverk för tjänsteföretag inom internetlösningar och telekommunikation. Under samma år listades även Wipro på aktiebörsen i New York. I början av 2000 kontaktade Wipros vice ordförande Vivek Paul och Azim Premji konsultföretaget KPMG:s vice ordförande Keyur Patel och vd:n Rand Blazer för ett samarbete inom outsourcing.

### 2001 och framåt
I februari 2002 blev Wipro det första företaget inom teknik och tjänster för programvara i Indien att certifieras enligt ISO 14001. Wipro fick även en ISO 9000-certifiering och blev under 2002 det första programvaruföretaget som uppnådde nivå 5 enligt SEI CMM. Wipro Consumer Care and Lighting Group slog sig in på marknaden för kompaktlysrör och lanserade en produktserie under namnet Wipro Smartlite. Företaget växte och en studie avslöjade att Wipro var det företag som ökade sin försäljning mest under åren 1997–2002. Under samma år lanserades även Wipros egna bärbara datorer med Intels Centrino mobile-processor. Wipro slöt dessutom avtal med ägarna av Chandrika om att marknadsföra deras tvål i valda delstater i Indien, och startade det helägda dotterbolaget Wipro Consumer Care Limited för att tillverka produkter inom konsumentvård och belysning.
2004 tog Wipro steget in i miljarddollarklubben och ingick ett partnerskap med Intel om i-shiksha. 2006 förvärvade Wipro cMango Inc., ett USA-baserat konsultföretag inom teknikinfrastruktur, och Enabler som är en europeisk leverantör av lösningar för detaljhandeln. 2007 undertecknade Wipro ett stort avtal med Lockheed Martin. Wipro ingick även ett slutgiltigt avtal om förvärvet av Oki Techno Centre Singapore Pte Ltd (OTCS) och undertecknade ett avtal om partnerskap inom FoU med Nokia Siemens Networks i Tyskland.
2008 gav sig Wipro in i branschen för ren energi med Wipro Eco Energy. Under april 2011 undertecknade Wipro ett avtal med Science Applications International Corporation (SAIC) om förvärvet av företagets enhet för informationsteknik inom företagstjänster för olje- och gasbranschen. Wipro gjorde under 2012 sitt sjuttonde förvärv inom IT-branschen i och med köpet av det australiska produktanalysföretaget Promax Applications Group (PAG) för 35 miljoner dollar.
2013 knoppade Wipro Ltd. av verksamhetsområdena konsumentvård och belysning (inklusive möbler), infrastrukturteknik (verksamheterna inom hydraulik och vatten) samt produkterna och tjänsterna inom medicinsk diagnostik till ett separat företag med namnet Wipro Enterprises Ltd.

## Wipro i Europa

### Organisation och fokus
Wipro har gjort investeringar på marknaden i Europa i över ett decennium. Det har lett till ett flertal kontor i de fyra fokusregionerna (DACH, Benelux, Frankrike och Norden). Företaget införde en särskild organisation för Europa i april 2014 med huvudkontor i Frankfurt.
Wipro har anställt närmare 50 procent av personalen i regionen lokalt, det gäller samtliga Wipros landchefer i Europa. Wipro har även börjat engagera sig i lokala universitet och handelshögskolor i regionen för företagets traineeprogram.
Norden har varit ett fokusområde för Wipro sedan 1999 när företaget inledde ett samarbete inom FoU för konstruktion och produkter med två av världens största tillverkare av telekommunikationsutrustning och öppnade sitt första försäljningskontor 2006 i Stockholm.

## Hållbarhet vid Wipro
Wipro arbetar för att göra det möjligt för företaget självt, och för kunderna att bli mer ekologiskt hållbara. Arbetet drivs på av frågor som är viktiga för de anställda, Indiens befolkning nu och i framtiden, kunder, investerare, leverantörer och samhället som helhet. Wipro rankades 2010 som nummer ett enligt Asian Sustainability Rating (ASRTM) för indiska företag och är medlem i både NASDAQ:s globala hållbarhetsindex och Dow Jones hållbarhetsindex.
I 2012 års novemberupplaga av Guide to Greener Electronics rankade Greenpeace Wipro högst med poängbedömningen 7,1 av 10.